# (5810) 1988 EN
(5810) 1988 EN (1988 EN, 1985 PN1) — астероїд головного поясу.
Тіссеранів параметр щодо Юпітера — 3,464.